# Hendersonlori
Der Hendersonlori (Vini stepheni) ist eine Papageienart aus der Gattung der Maidloris (Vini). Er gilt als gefährdet und kommt nur auf der zu den Pitcairninseln gehörenden südpazifischen Insel Henderson vor.

## Erscheinung
Der zierliche Hendersonlori wird etwa 19 cm groß und nur knapp 50 g schwer. Der Bauch und teilweise auch die Flanken des Hendersonloris sind rot gefärbt. Die Oberseite der Flügel sind dunkelgrün gefärbt, die Flügelunterseite schwärzlich. Am Schwanz dominieren die Farben hellgrün und dunkelgelb. Der Schnabel ist leuchtend gelb.

## Lebensraum
Der Hendersonlori ist in feuchten subtropischen Wäldern im Flachland anzutreffen.

## Lebensweise
Der Hendersonlori schwirrt über der dichten Pflanzendecke in Trupps von drei bis fünf Individuen umher und sucht einige Meter über dem Boden nach Nektar und Pollen in Blüten oder nach Fruchtfleisch. Gerne verzehrt er aber auch Schmetterlingsraupen und Spinnen.
Der Hendersonlori nistet wie sein naher Verwandter, der Rubinlori (Vini kuhlii), in Baumhöhlen, wo er ein bis zwei Eier ausbrütet.

## Bestand und Gefährdung
Der Bestand des Hendersonloris wird gegenwärtig auf 1000 bis 2400 Individuen geschätzt. Er ist durch Zerstörung seines Lebensraumes und eingeschleppte Tiere wie Stechmücken und die Hausratte (Rattus rattus) bedroht, deshalb wird die Art als „gefährdet“ eingestuft.